# Canedo (Santa Maria da Feira)
Pour les articles homonymes, voir Canedo.
Canedo est une ancienne paroisse civile portugaise (en portugais : freguesia) de la municipalité de Santa Maria da Feira dans le district d'Aveiro.
La loi no 11-A/2013 du 28 janvier 2013, portant réorganisation administrative du territoire des freguesias, fusionne Canedo avec les paroisses voisines de Vale et Vila Maior pour former l’União das freguesias de Canedo, Vale e Vila Maior (dont le siège est à Canedo).